# Parcul Național Terra-Nova
Parcul Național Terra-Nova engleză Terra Nova National Park este situat pe coasta de nord a peninsulei Terra Nova, din Canada de est. Parcul a fost declarat în anul 1957, are o suprafață de 400 km² fiind situat în provincia  Newfoundland și Labrador, localitate mai apropiată este Port Blandford. In parc sunt regiuni umede, bălți, smârcuri, aici trăiesc o serie de păsări și animale acvatice și plante care preferă solul umed.